# Liga de Campeones de la EHF 2015-16

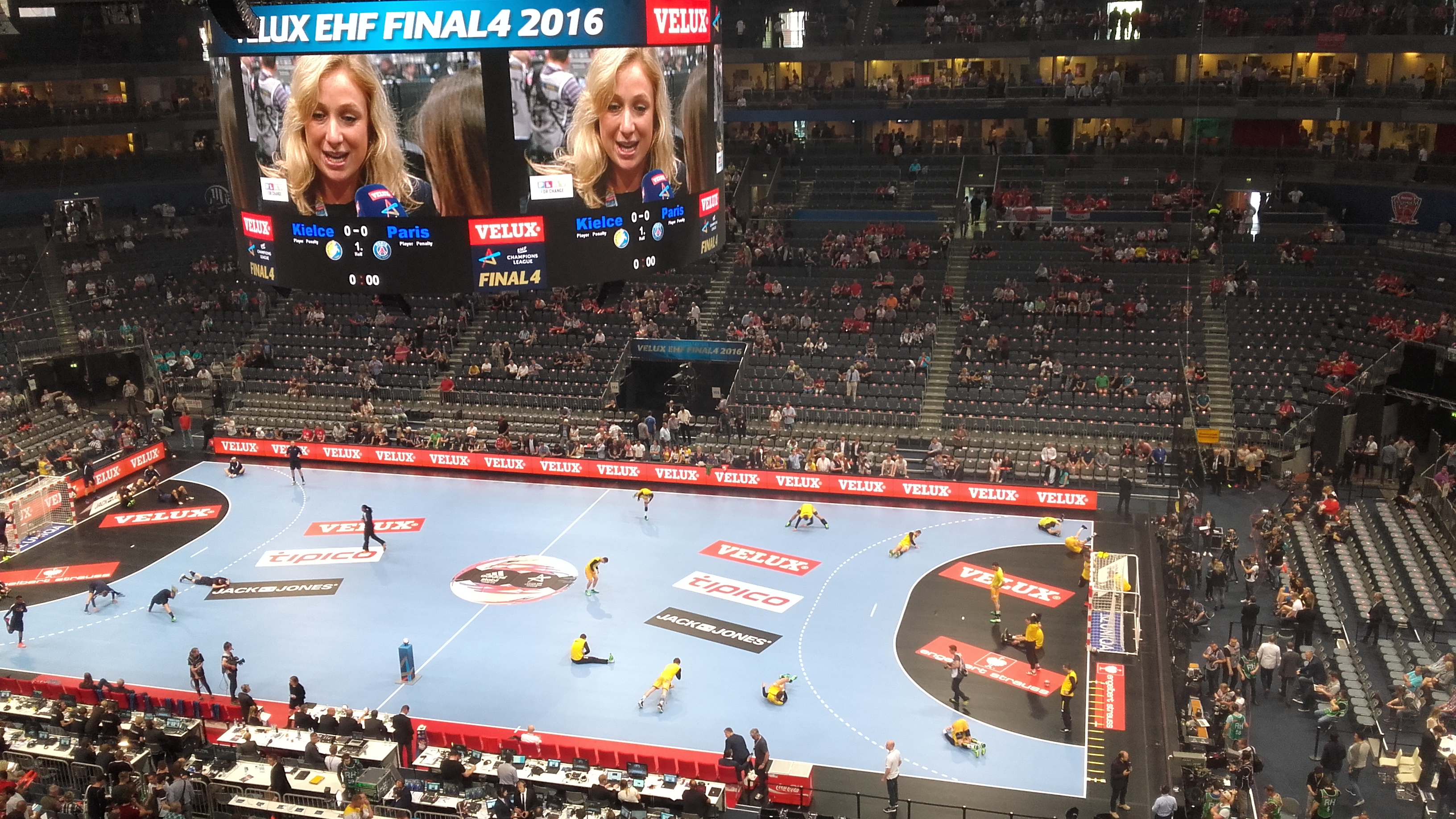
Instantes previos al comienzo de la primera semifinal de la Final a 4 de 2016 en el Lanxess Arena

La Liga de Campeones de la EHF 2015-16 fue la 55.ª edición de la competición. Comenzó el 5 de septiembre de 2015 con la disputa de las distintas eliminatorias previas y concluyó el 29 de mayo de 2016. La final a 4 se celebró por séptimo año consecutivo en Lanxess Arena de Colonia.
La victoria final fue para el KS Vive Targi Kielce tras derrotar en la final al MKB Veszprém KC en la tanda de lanzamientos de siete metros. Era la primera vez que un equipo polaco conseguía el trofeo de clubes de balonmano más importante de Europa.

## Fase de grupos
Los 28 equipos participantes fueron repartidos en 4 grupos. Los grupos A y B contienen 8 equipos y los grupos C y D tienen 6 equipos.
- Grupos A y B: los dos equipos que finalicen en primer lugar acceden directamente a la ronda de cuartos de final. Los equipos situados del 2.º al 6.º puesto avanzan a la ronda eliminatoria. Los equipos situados en los puestos 7.º y 8.º son eliminados.
- Grupos C y D - los dos primeros equipos de cada grupo juegan un playoff para determinar los dos equipos que pasan a la ronda eliminatoria junto con los 10 equipos de los grupos A y B.

### Group A
| Pos | Equipo              | PJ | PG | PE | PP | GF  | GC  | Dif  | Pts | Calificación                |
| --- | ------------------- | -- | -- | -- | -- | --- | --- | ---- | --- | --------------------------- |
| 1.º | Paris Saint-Germain | 14 | 12 | 0  | 2  | 442 | 389 | +53  | 24  | Avanza a cuartos de final   |
| 2.º | Veszprém            | 14 | 11 | 1  | 2  | 402 | 364 | +38  | 23  | Avanza a ronda eliminatoria |
| 3.º | Flensburg-Handewitt | 14 | 10 | 0  | 4  | 429 | 380 | +49  | 20  | Avanza a ronda eliminatoria |
| 4.º | THW Kiel            | 14 | 8  | 1  | 5  | 400 | 388 | +12  | 17  | Avanza a ronda eliminatoria |
| 5.º | RK Zagreb           | 14 | 5  | 1  | 8  | 358 | 367 | -9   | 11  | Avanza a ronda eliminatoria |
| 6.º | Wisła Płock         | 14 | 3  | 2  | 9  | 372 | 397 | -25  | 8   | Avanza a ronda eliminatoria |
| 7.º | RK Celje            | 14 | 3  | 1  | 10 | 385 | 398 | -13  | 7   | eliminado                   |
| 8.º | Besiktas            | 14 | 1  | 0  | 13 | 382 | 487 | -105 | 2   | eliminado                   |

### Group B
| Pos | Equipo             | PJ | PG | PE | PP | GF  | GC  | Dif | Pts | Calificación                |
| --- | ------------------ | -- | -- | -- | -- | --- | --- | --- | --- | --------------------------- |
| 1.º | Barcelona          | 14 | 11 | 1  | 2  | 423 | 372 | +51 | 23  | Avanza a cuartos de final   |
| 2.º | Vive Kielce        | 14 | 9  | 3  | 2  | 425 | 399 | +26 | 21  | Avanza a ronda eliminatoria |
| 3.º | Vardar             | 14 | 9  | 0  | 5  | 416 | 373 | +43 | 18  | Avanza a ronda eliminatoria |
| 4.º | Rhein-Neckar Löwen | 14 | 8  | 1  | 5  | 369 | 353 | +16 | 17  | Avanza a ronda eliminatoria |
| 5.º | Pick Szeged        | 14 | 7  | 1  | 6  | 404 | 390 | +14 | 15  | Avanza a ronda eliminatoria |
| 6.º | Montpellier        | 14 | 3  | 1  | 10 | 372 | 413 | -41 | 7   | Avanza a ronda eliminatoria |
| 7.º | Kristianstad       | 14 | 3  | 1  | 10 | 409 | 437 | -28 | 7   | eliminado                   |
| 8.º | KIF København      | 14 | 2  | 0  | 12 | 348 | 429 | -81 | 4   | eliminado                   |

### Group C
| Pos | Equipo              | PJ | PG | PE | PP | GF  | GC  | Dif | Pts | Calificación     |
| --- | ------------------- | -- | -- | -- | -- | --- | --- | --- | --- | ---------------- |
| 1.º | HC Meshkov Brest    | 10 | 8  | 0  | 2  | 321 | 264 | +57 | 16  | Avanza a playoff |
| 2.º | Naturhouse La Rioja | 10 | 7  | 0  | 3  | 298 | 270 | +28 | 14  | Avanza a playoff |
| 3.º | Oporto              | 10 | 7  | 0  | 3  | 296 | 265 | +31 | 14  | eliminado        |
| 4.º | Chejovskie Medvedi  | 10 | 4  | 0  | 6  | 271 | 292 | -21 | 8   | eliminado        |
| 5.º | Vojvodina           | 10 | 2  | 0  | 8  | 241 | 297 | -56 | 4   | eliminado        |
| 6.º | Tatran Prešov       | 10 | 2  | 0  | 8  | 242 | 277 | -35 | 4   | eliminado        |

### Group D
| Pos | Equipo                | PJ | PG | PE | PP | GF  | GC  | Dif | Pts | Calificación     |
| --- | --------------------- | -- | -- | -- | -- | --- | --- | --- | --- | ---------------- |
| 1.º | HC Motor Zaporizhia   | 10 | 7  | 1  | 2  | 296 | 277 | +19 | 15  | Avanza a playoff |
| 2.º | Skjern HB             | 10 | 6  | 2  | 2  | 293 | 270 | +23 | 14  | Avanza a playoff |
| 3.º | Kadetten Schaffhausen | 10 | 5  | 1  | 4  | 270 | 270 | 0   | 11  | eliminado        |
| 4.º | HC Minaur             | 10 | 3  | 3  | 4  | 264 | 268 | -4  | 9   | eliminado        |
| 5.º | Elverum               | 10 | 3  | 1  | 6  | 274 | 289 | -15 | 7   | eliminado        |
| 6.º | RK Metalurg           | 10 | 2  | 0  | 8  | 209 | 241 | -32 | 4   | eliminado        |

### Playoff grupos C y D
Los dos primeros equipos de los grupos C y D juegan un playoff para determinar los dos equipos que pasan a la ronda eliminatoria junto con los 10 equipos de los grupos A y B.
| 27 de febrero de 2016 | Naturhouse La Rioja | 30-31 | HC Motor Zaporizhia |  |  |

| 5 de marzo de 2016 | HC Motor Zaporizhia | 39-37 | Naturhouse La Rioja |  |  |

| 28 de febrero de 2016 | Skjern HB | 31-31 | HC Meshkov Brest |  |  |

| 5 de marzo de 2016 | HC Meshkov Brest | 27-23 | Skjern HB |  |  |

## Ronda eliminatoria
Los equipos situados del 2.º al 6.º puesto de los grupos A y B avanzan a la ronda eliminatoria junto a los vencedores del playoff de los grupos C y D.
| 19 de marzo de 2016 | HC Motor Zaporizhia | 24-29 | Veszprém |  |  |

| 26 de marzo de 2016 | Veszprém | 41-28 | HC Motor Zaporizhia |  |  |

| 19 de marzo de 2016 | HC Meshkov Brest | 28-32 | Vive Kielce |  |  |

| 26 de marzo de 2016 | Vive Kielce | 33-30 | HC Meshkov Brest |  |  |

| 19 de marzo de 2016 | Montpellier | 27-28 | Flensburg-Handewitt |  |  |

| 27 de marzo de 2016 | Flensburg-Handewitt | 31-30 | Montpellier |  |  |

| 16 de marzo de 2016 | Wisła Płock | 30-30 | Vardar |  |  |

| 26 de marzo de 2016 | Vardar | 25-24 | Wisła Płock |  |  |

| 20 de marzo de 2016 | Pick Szeged | 33-29 | Kiel |  |  |

| 23 de marzo de 2016 | Kiel | 36-29 | Pick Szeged |  |  |

| 19 de marzo de 2016 | Zagreb | 23-24 | Rhein-Neckar Löwen |  |  |

| 27 de marzo de 2016 | Rhein-Neckar Löwen | 29-31 | Zagreb |  |  |

## Cuartos de final
Los dos equipos que finalizaron en primer lugar en los grupos A y B (Paris Saint-Germain y Barcelona) acceden directamente a esta ronda en la que participarán junto a los vencedores de la ronda eliminatoria.
| 23 de abril de 2016 | Zagreb | 20-28 | Paris Saint-Germain |  |  |

| 1 de mayo de 2016 | Paris Saint-Germain | 32-32 | Zagreb |  |  |

| 24 de abril de 2016 | Kiel | 29-24 | Barcelona |  |  |

| 27 de abril-1 de mayo de 2016 | Barcelona | 33-30 | Kiel |  |  |

| 23 de abril de 2016 | Vardar | 26-29 | Veszprém |  |  |

| 30 de abril de 2016 | Veszprém | 30-30 | Vardar |  |  |

| 23 de abril de 2016 | Flensburg-Handewitt | 28-28 | Vive Kielce |  |  |

| 27 de abril de 2016 | Vive Kielce | 29-28 | Flensburg-Handewitt |  |  |

## Final Four
El final four se disputó en el Lanxess Arena en Colonia, Alemania, el 28 y 29 de mayo de 2016.

### Semifinales
| 28 de mayo de 2016 | Vive Kielce | 28-26 | Paris Saint-Germain |  |  |

| 28 de mayo de 2016 | Kiel | 28-31 (Pr.) | Veszprém |  |  |

### 3.º y 4.º puesto
| 29 de mayo de 2016 | Paris Saint-Germain | 29-27 | Kiel |  |  |

### Final
| 28 de mayo de 2016 | Vive Kielce | 39-38 (pen.) | Veszprém |  |  |

| Liga de Campeones EHF 2015-16 |
| ----------------------------- |
|                               |
| KS Kielce 1.º Título          |